# (30968) 1995 AM1
1995 أي أم 1 (ويعرف أيضًا باسم (30968) 1995 أي أم 1 وفق تسمية الكوكب الصغير) (بالإنجليزية: 1995 AM1)‏ هو كويكب ضمن حزام الكويكبات؛ وترتيبه 30968 من حيث الاكتشاف.
اكتُشف هذا الجُرم الفلكي بواسطة شوهي سوزوكي في 6 يناير 1995.

## وصلات خارجية
- (30968) 1995 AM1 في قاعدة بيانات مختبر الدفع النفاث لأجرام النظام الشمسي الصغيرة

- الاكتشاف · مخطط المدار ·  العناصر المدارية · المعلمات المادية

- (30968) 1995 AM1 على موقع ويكي سكاي: DSS2, SDSS, GALEX, IRAS, Hydrogen α, X-Ray, Astrophoto, Sky Map, Articles and images